# مايباشي (غونما)
مدينة مايباشي (بالإنجليزية: Maebashi)‏ هي أحد المدن التابعة لمحافظة غونما. تأسست رسميًا في 1892-04-01. ويقدر عدد سكانها بـ 318058 نسمة حسب تقدير مكتب الإحصاء الياباني لعام 2012. تبلغ مساحة مايباشي 241.22 كم2. بكثافة سكانية تبلغ 1319 نسمة/كم2.